# سوجیه شارما
سوجیه شارما (متولد ۲۸ ژوئیه ۱۹۸۳) هنرمند، نقاش و طراح مد هندی است.